# Cuarta falcidia
La cuarta falcidia es en el derecho de sucesiones la limitación de la facultad de testar consistente en prohibir la realización de disposiciones a título particular o establecer gravámenes a efectos de garantizar al heredero una cuarta parte del activo líquido (caudal relicto) de la herencia.
Es decir que si el causante grava en exceso la herencia, la cuarta falcidia permite a su heredero, que este pueda quedarse con la cuarta parte de la herencia desmedidamente gravada. Tiene su origen en la falcidia romana.
En muchas legislaciones esta estipulación no existe, o solo se permite al amparo de la libertad de testar, pero en otras está bien definida por su finalidad que es la de no dejar desprotegido al heredero. Tenemos por ejemplo la legislación guatemalteca que sí permite que el heredero haga uso de la cuarta falcidia. 
En derecho español esta figura no está expresamente contemplada en el código civil pero si en algunas legislaciones forales como en el derecho catalán (Art. 427-40 y ss del Código Civil Catalán), y el derecho Balear.